# Daina Gudzinevičiūtėová
Daina Gudzinevičiūtė (* 23. prosince 1965 Vilnius) je litevská sportovní střelkyně. Reprezentovala nejprve Sovětský svaz a posléze i samostatnou Litvu.
Na olympijských hrách v Sydney roku 2000 získala zlatou medaili v trapu, na nějž se specializuje a který měl v ženské kategorii na těchto hrách premiéru. Získala v něm též stříbro na mistrovství světa (2002). Z mistrovství Evropy ve sportovní střelbě má dvě zlaté medaile. Vyhrála je ještě v dresu Sovětského svazu (1988). Tři stříbra získala na mistrovství Evropy již jako reprezentantka Litvy (1992, 2005, 2009).
V roce 2012 byla zvolena prezidentkou Litevského olympijského výboru. V roce 2018 se jako první zástupce Litvy stala členkou Mezinárodního olympijského výboru. Jejím velkým tématem je rovnost pohlaví ve sportu.